# Bob Buczkowski
John Robert Buczkowski (* 5. Mai 1964 in Pittsburgh, Pennsylvania; † 23. Mai 2018) war ein US-amerikanischer American-Football-Spieler.

## Leben
Er besuchte die Gateway Senior High School in Monroeville, Pennsylvania.
Buczkowski spielte als Defensive End in der NFL. Im NFL Draft wurde er in der ersten Runde als vierundzwanzigster Spieler von den Los Angeles Raiders ausgewählt. In seiner Rookie-Saison machte er kein einziges Spiel und wurde bei den Raiders nur in der Ersatz-Mannschaft während der Saison 1987 eingesetzt, wo er auch seinen ersten Sack erzielen konnte. 1989 spielte er in vier Spielen für die Phoenix Cardinals, bevor er 1990 zu den Cleveland Browns wechselte, wo er 15 Spiele bestritt, drei davon als Starter.
Am 29. September 2005 wurde er verhaftet, weil er gegen das Betäubungsmittelgesetz verstieß, Prostitution förderte und an einer korrupten Organisation beteiligt war.